# XM701
Mechanised Infantry Combat Vehicle XM701 — первая опытная боевая машина пехоты (БМП) США, созданная в середине 1960-х годов. Создавалась в качестве переходной БМП для удовлетворения потребностей армии в машинах этого типа до готовности перспективной БМП, разрабатывавшейся в рамках программы MICV-65 (англ. Mechanised Infantry Combat Vehicle-1965), и далее по программе MICV-70. 

## Разработка
Основной  концепцией, исследования которой проводились с 1963 года в рамках программы MICV-65, являлась концепция новой на тот период времени боевой бронированной машины, предназначенной для перевозки войск на поле боя. Техническое задание (ТЗ) на MICV содержало требования ведения огня из основного оружия БМП, а также из личного оружия пехотного отделения, обеспечения более высокого по сравнению с БТР М113 уровня бронестойкости (в частности защиты машины от огня 14,5-мм пулемёта КПВ/КПВТ) и защиты от ОМП. При этом также ставилось требование обеспечения подвижности, аналогичной подвижности ОБТ MBT-70, авиатранспортабельности, плавучести, вместимости стрелкового отделения вместе с приданным вооружением и оснащением, помимо экипажа БМП.
От компаний военной промышленности поступили два предложения: XM701 компании Pacific Car and Foundry, созданной на базе самоходных артустановок  M109 и M110, корпорация  FMC представила на рассмотрение проект машины XM734 на базе БТР M113.
Для дальнейших работ был выбран проект XM701. Контракт на изготовление XM701 был выдан компании Pacific Car and Foundry весной 1964 года. От САУ M110 в новой машине были использованы трансмиссия (Allison XTG-411-2A), подвеска, траки; от САУ M109 - конечные передачи, а также технология изготовления сварного бронекорпуса из алюминиевой брони марок 5083 и 5456.
Одновременно была начаты проектные исследования по разведывательной машине меньшей массы XM800 Armored Reconnaissance Scout Vehicle, принятием двух различных предложений, по одному в гусеничном и колёсном исполнении. Все машины планировалось оснастить однотипной башней под 20-мм пушку M139 (лицензионный вариант пушки Hispano-Suiza HS-820 ).
В мае 1965 года был выпущен один прототип, а месяц спустя пять опытных образцов XM701, имевших между собой некоторые отличия, состоявшие в том, что две машины были выполнены с алюминиевым бронекорпусом, а остальные четыре полностью в стальном исполнении.
По массе XM701 значительно превосходила БТР М113 (10,8 т). В варианте с алюминиевым бронекорпусом сухая масса составляла 22 т, боевая масса 22,99 т. Со стальным бронекорпусом сухая масса 23,5 т, боевая - 24,5 т.
По защищённости XM701 также существенно превосходила М113. Бронирование обеспечивало защиту кругом от огня 14,5-мм пулемета, горизонтальные проекции обеспечивали защиту от осколков 155-мм осколочно-фугасного снаряда. Днище корпуса - от подрыва мины массой 5,7 кг. 
Принципиальное отличие состояло в вооружении. Посредине корпуса XM701 размещалась двухместная башня с 20-мм пушкой и спаренным с ней 7,62-мм пулемётом. Комплекс вооружения предполагалось оснастить системой стабилизации для ведения эффективного огня с ходу.
Испытания машин по проекту XM701 были завершены в 1966 году, однако было решено не принимать машину на вооружение ввиду ее недостаточной тактической подвижности (недостаточной скорости движения по пересеченной местности) в сравнении с MBT-70, несмотря на располагаемый запас хода в 400 миль и способность XM701 преодолевать вертикальные препятствия высотой 0,9 м. В качестве недостатка также указана ширина машины 3150 мм и ее избыточная масса для транспортировки самолётом  C-141 Starlifter, который в указанные годы приобрёл роль основного стратегического перевозчика.
Вместе с тем, испытания и эксперименты, в которых активно использовались выпущенные образцы XM701, внесли вклад в развитие программы MICV-70.

## Оценка проекта
Разработка проекта опытной БМП XM701 проводилась в США параллельно и независимо от аналогичных работ в СССР (объекты 764 и 765), но под влиянием иных целевых установок. В результате реализации проекта в металле и последующих испытаний шести машин были наработаны и проверены основные подходы, использованные в последующих программах создания переходных образцов боевой машины пехоты (XM713; XM723; XM2), в частности переднемоторная компоновка, левостороннее расположение места механика-водителя, двухместная башня с малокалиберной пушкой, рассчитанной на поражение на заданных тактических дистанциях аналогичных по назначению бронемашин противника, возможность ведения огня десантом «из под брони», сварной бронекорпус из алюминиевой брони, наклонный борт (верх) в кормовой части машины, хорошо зарекомендовавшая себя откидная аппарель для спешивания десанта, и т.п.

«Опытные машины XM701 выполняли роль испытательной платформы для оценки вооружения и элементов силовой установки». Однако размеры ходовой части XM701, заимствованной от САУ М110, были сочтены избыточными для использования на БМП и в серию она не пошла.
Техническим заданием (впервые в США) были сформулированы требования по защите машины кругом от более мощного средства поражения (по сравнению с определёнными для БТР M113 калибрами 7,62-мм и 12,7-мм) — бронебойных пуль советского 14,5-мм крупнокалиберного пулемета КПВТ, бронепробивная способность которых составляла 32 мм ст.брони/ 0°/ 500 м. 
В дальнейшем это требование (бортовая проекция, курсовой угол ±90° 14,5-мм пуля Б-32 Д=200 м) становится стандартным для всех машин этого класса в армии США, а позднее и в армиях других странах НАТО. Для его выполнения потребовалось увеличение толщин брони в варианте со стальным бронекорпусом от 12...15...17 мм до 30...35...40 мм; а в варианте с алюминиевым корпусом от 30...35...40 мм (M113) до 60...80...90 мм при неизбежном увеличении боевой массы машины, которая достигла 20...22 т и впоследствии не опускалась ниже этого значения.
Именно это  обстоятельство и легло в основу последовавшего с этого момента времени (на десятилетия вперед) различия в концептуальных подходах, и как следствие, в уровнях защищённости машин класса БМП в США (НАТО), с одной стороны, и в СССР / России с другой. В последнем случае требования по защите бортовой проекции машины всегда ограничивались бронебойной пулей винтовочного калибра, что переводило машину в категорию тонкобронной, безусловно, плавающей, обладающей высокой подвижностью, но с вытекающими отсюда последствиями для её выживаемости на поле боя.

### Сноски
1. ↑  Соответственно, полная и полезная мощность двигателя
2. ↑  Соответственно, по полной и полезной мощности двигателя

1. ↑  Некоторые из указанных ниже конструктивных углов наклона бронедеталей и их толщины не соответствуют показанным на фотографии XM701, например "лоб (середина), "борт корпуса"